# Sossega Leão (banda)
Sossega Leão foi uma banda musical brasileira criada em 1983 em São Paulo.
O grupo foi precursor da salsa e de outros ritmos afro-caribenhos na capital paulista.

## História
Em 1983, o músico Skowa montou a banda Sossega Leão para participar da "Noite do Caribe", evento organizado pelo Sesc Pompeia. Com o sucesso da apresentação, que reuniu 2 mil pessoas, o projeto continuou.
Pelo grupo passaram nomes como Paulo Miklos e Nando Reis, dos Titãs e André Jung, do Ira!, antes de fazerem sucesso com suas bandas.
Em 1985, a banda lançou seu único trabalho, Sossega Leão, pela Gel Continental. A formação que participou da gravação era Skowa (vocal e baixo), Guga Stroeter (vibrafone e marimba), Hamilton Moreno (vocal), Adriano Busko "Japonês" (vocal e bateria), Xico Guedes (sax tenor), Eduardo Cabello (guitarra), Fernando Marconi (percussão), Alaor Soares (percussão), Dorival Galante (fliscorne e trompete), Marcelo Tuba (guitarra), Matias Capovilla (trompete), Cláudio "Gato" Faria (fliscorne e trompete) e Félix Wagner (saxofone alto, saxofone baritono e clarinete).
A banda se apresentou em programas de TV como a Fábrica do Som e Mixto Quente (1986).
Em 1986, todo o naipe de sopros que, posteriormente, viria a ser do Heartbreakers, era do Sossega Leão.
Em 2018, Skowa volta com o projeto com Hamilton Moreno (voz e percussão), Xico Guedes (sax tenor), Jean Arnoult (sax alto), Luiz Claudio Faria (trompete), André Jung (percussão), Adriano Busko (bateria).